# Sérgio da Rocha
Sérgio da Rocha (nascut el 21 d'octubre de 1959) és un prelat brasiler de l'Església Catòlica, que serveix com a Arquebisbe metropolità de Brasília des del seu nomenament pel Papa Benet XVI el 15 de juny de 2011. Prèviament havia servit com a arquebisbe de Teresina. El 19 de novembre de 2016 va ingressar al Col·legi de Cardenals.

## Biografia
Da Rocha va néixer a Dobrada, a l'estat de São Paulo el 1959. Després de cursar els estudis elementals, va fer cursos de filosofia al seminari diocesà de São Carlos i de teologia a l'Institut Teològic de Campinas. Rebé una llicenciatura en teologia moral per la Facultat Teològica Nossa Senhora da Assunção, São Paulo, i un doctorat en la mateixa disciplina a l'Acadèmia Alfonsiana de Roma.
Va ser ordenat prevere el 14 de desembre de 1984. Com a prevere va estar a Água Vermelha i va ser coordinador de la pastoral de joves de São Carlos (1985–1986) i professor de filosofia al seminari i director espiritual diocesà a la Casa de Teologia a Campinas (1986–1987 i 1991); Rector del seminari de filosofia de São Carlos (1987–1988 i 1990), Coordinador de la pastoral vocacional diocesana (1987-1989); vicari parroquial de la catedral de São Carlos (1988–1989), vicari de la parròquia de Nossa Senhora de Fátima São Carlos (1990), coordinador de la pastoral diocesana i rector de la capella de São Carlos in São Judas Tadeu (1991), professor de teologia moral al PUC Campinas i rector del seminari diocesà de Teologia (1997-2001), membre de la formació dels diaques permanents i membre del Consell Presbiteral i del Col·legi de Consultors.
El 13 de juny de 2001 va ser nomenat bisbe titular d'Alba i auxiliar de Fortaleza pel Papa Joan Pau II, sent consagrat l'11 d'agost. Va ser nomenat arquebisbe coadjutor de Teresina el 31 de gener de 2007, esdevenint arquebisbe el 3 de setembre de 2008.
Com a bisbe, ocupà els següents càrrecs: membre de la Comissió episcopal per a la Doctrina de la Conferència Episcopal brasilera, 
membre de la Comissió Episcopal del  Happening de Superação de la misèria i Fome de la Conferència Episcopal de la secretària regional i encarregats de la joventut i la Pastoral de les Vocacions nord-est de la Regió 1; Membre del Consell Permanent i la Comissió per a la Doctrina de la Conferència Episcopal, President de la Regió Nor-1; President del Departament de vocació i ministeri CELAM - Consell Episcopal Llatinoamericà.
L'arquebisbe da Rocha va ser nomenat per Benet XVI arquebisbe de Brasília el 15 de juny de 2011, succeint l'arquebisbe João Braz de Aviz. L'arquebisbe da Rocha va prendre possessió de la seu el 6 d'agost.
El 14 de novembre de 2015 el Papa Francesc el nomenà com un dels seus tres nomenaments pel Consell del Sínode de Bisbes.
El 9 d'octubre de 2016, el Papa Francesc anuncià què da Rocha seria creat cardenal en el consistori a celebrar el 19 de novembre següent. Allà va rebre el títol de Cardenal prevere de Santa Croce in Via Flaminia